# Beatrice Lodron
Beatrice di Castelalto Lodron (... – XVI secolo) è stata una nobile trentina.

## Biografia

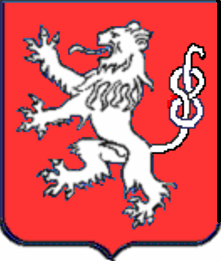
Stemma dei Lodron

Figlia di Francesco V di Castelalto signore di Telve in Valsugana, fu la seconda moglie di Nicolò Maria Lodron (1498–1556) capostipite della linea Lodron in Vallagarina detti di Castelnuovo. (L'altra linea Lodron lagarina era quella dei Lodron detti di Castellano con capostipite Agostino Lodron (circa 1500 +1540), fratello di Nicolò Maria Lodron).
Beatrice visse in Castelnuovo a Noarna di Nogaredo, dove vi è ancora in affresco lo stemma Castelalto, la sua famiglia, e lo stemma della famiglia d'Arco, la prima moglie del marito.
Dall'unione di Beatrice con Nicolò nacquero:
- Susanna Lodron (* 1535) sposata con il conte Antonio Bevilacqua.
- Paride Lodron  (* 1538) sposato con Barbara Liechtenstein di Castelcorno.
- Caterina Lodron, sposata Madruzzo.